# 無言館 (テレビドラマ)
『無言館』（むごんかん）は、2022年8月27日に日本テレビ系『24時間テレビ 「愛は地球を救う」45』内で放送の単発スペシャルドラマ。脚本・監督は劇団ひとり、主演は浅野忠信。なお、24時間テレビのスペシャルドラマで主演がジャニーズ事務所所属者でない作品は、2005年の『小さな運転士 最後の夢』の阿部寛以来17年ぶりである。
太平洋戦争により命を落とした画学生が生前に遺した作品を展示する美術館・無言館（長野県上田市）を題材に、館主の窪島誠一郎が設立するまでの歩みを描いていく。

## あらすじ
美術館を営む窪島誠一郎は、画家の野見山暁治と共に戦死した画学生の伊澤洋の兄、民介の家を訪ね、洋の描いた絵に目を奪われる。それは意外にもすごく普通の絵だった。その絵に「見つけられた」と感じた窪島は、戦没画学生の絵を全国から集めて新たな美術館を設立しようと決意、野見山と共に絵を集める旅に出る。莫大な建設費や非難に疲弊しながらも、「無言館」設立に奔走する。

## キャスト
窪島誠一郎（くぼしま せいいちろう）
演 - 浅野忠信
「無言館」を設立のために駆け巡った。
野見山暁治（のみやま ぎょうじ）
演 - 寺尾聰
窪島の良きバディである洋画家。
日高安典
演 - 影山拓也（IMP.）
戦争に向かう最後の最後まで恋人の姿を描き続けた戦没画学生。
雪江
演 - 八木莉可子（50年後：檀ふみ）
日高の絵のモデルとなった恋人。
日高稔典
演 - 大地康雄
戦没画学生・日高安典の兄。
伊澤民介
演 - 笹野高史
戦没画学生・伊澤洋の兄。
椎野力
演 - でんでん
戦没画学生の兄。
佐久間静子
演 - 由紀さおり
戦没画学生の妻。
丸山
演 - 皆川猿時
窪島の友人、美術商。
山領まり
演 - 渡辺真起子
古くなった絵を修復する絵画修復家。
椎野安子
演 - 根岸季衣
椎野力の妻。
椎野秀子
演 - よしのよしこ
椎野力の娘。
主婦
演 - 片岡明日香
現代の雪江の近所に住む主婦。

## スタッフ
- 脚本・監督 - 劇団ひとり
- 特別協力 - 一般財団法人戦没画学生慰霊美術館 無言館
- ロケ協力 - 八丈島八丈町、八丈島フィルムコミッション、八丈島観光協会、小山町フィルムコミッション、小山町、笛吹市、東京ガラクタ研究所、千葉県フィルムコミッション、小湊鉄道、信州上田フィルムコミッション、上田市、箱根ターンパイク、長野県立美術館、東北芸術工科大学文化財保存修復研究センター ほか
- 音楽 - 大間々昂
- 監督補 - 茂山佳則
- VFX - 鹿角剛
- タイトル合成 - 岡野正広
- 特殊造形 - 甘利大輔
- 絵画修復監修 - 毬の会
- チーフプロデューサー - 田中宏史
- プロデューサー - 大倉寛子、阿利極
- 制作協力 - AX-ON
- 製作著作 - 日本テレビ